# بهرام رحمانی
بهرام رحمانی، فعال سیاسی، متولد شهرستان خوی از توابع استان آذربایجان غربی، در سال ۱۳۶۱ از ایران خارج و مدتی در ترکیه زندگی کرد و سپس به سوئد رفت. کمونیست ایرانی، عضو کنونی کمیته مرکزی حزب کمونیست ایران و یکی از منتقدان دین اسلام و نظام جمهوری اسلامی ایران است. او سابقه فعالیت در کانون نویسندگان ایران (در تبعید) را نیز دارد. ایشان و فریار اسدیان رئیس انجمن قلم ایران (درتبعید) نیز هستند.

## زندگی‌نامه
بهرام رحمانی، نویسنده، روزنامه‌نگار، فعال سیاسی و تحلیل‌گر جنبش‌های سیاسی-اجتماعی است. وی فعالیت‌های فرهنگی، اجتماعی و سیاسی خود را از دوره نوجوانی آغاز کرده‌است.

بهرام، یکی از همکاران نشریه «نگاه» از سال ۱۹۸۹ تاکنون است. از سال ۱۹۹۱ نیز با نشریه ماهانه همبستگی و همچنین از سالهای ۱۹۹۳ نیز با هفته‌نامه «ایران تریبون» و نشریه «کارگر امروز» همکاری داشت.
بهرام، بین سالهای ۱۹۹۹ و ۲۰۰۰ سردبیر نشریه «بامداد» بود. آخرین شماره این نشریه، تحت عنوان «چنین گوید بامداد شاعر» (ویژه نامه بامداد به یاد احمد شاملو)، در ۲۷۰ صفحه، در پاییز ۲۰۰۰، توسط انتشارات آرش منتشر شده‌است.
بهرام در سال ۲۰۰۶، در مجمع عمومی کانون نویسندگان ایران در شهر گوتنبرگ سوئد، به عنوان یکی از پنج عضو مشورتی کانون نویسندگان ایران در تبعید انتخاب شد.
وی در مجمع عمومی کانون نویسندگان ایران در تبعید، که در تاریخ ۱۳ ژوئیه ۲۰۰۷ در برلین آلمان برگزار شد همراه با دو نفر از هموندان کانون نخست به عنوان هیئت دبیران انتخاب و سپس مسئولیت دبیری کانون را به عهده داشت.

مجمع عمومی انجمن قلم ایران در تبعید، در روزهای ۲۷ و ۲۸ سپتامبر ۲۰۰۸، در شهر ماینس آلمان برگزار گردید و بهرام در این مجمع به عنوان دبیر اول انجمن قلم ایران در تبعید انتخاب شد. وی در هفتاد و پنجمین کنگره پن جهانی، در روزهای ۱۹ تا ۲۵ اکتبر ۲۰۰۹ در شهر لینز اتریش برگزار شد، شرکت داشت.
کانون نویسندگان ایران در تبعید، روزهای ۷ و ۸ ماه نوامبر ۲۰۰۹، مجمع عمومی خود را در استکهلم سوئد به همراه انجمن قلم ایران در تبعید برگزار کرد. بهرام در این نشست به عنوان یکی از سه عضو هیئت دبیران انتخاب شد و مسئولیت دبیری کانون را عهده‌دار شد. هم‌چنین بهرام در این مجمع به عنوان سردبیر نشریه تازه کانون به نام «بانگ» انتخاب شد. این نشریه به‌طور روتین هر ماه به مدت سه سال و در سی و شش شماره منتشر گردید.
بهرام در مجمع عمومی کانون نویسندگان ایران در تبعید و هم‌چنین انجمن قلم ایران در تبعید که در تاریخ ۹ ژوئن ۲۰۱۳ در استکهلم برگزار شد به عنوان جمع هیئت دبیران انجمن قلم انتخاب شد و در تقسیم کار این جمع پنج نفره، به عنوان پرزیدنت انجمن قلم ایران در تبعید انتخاب گردید.
وی هفتاد و نهمین کنگره پن جهانی که در روزهای ۸ تا ۱۳ سپتامبر ۲۰۱۳، در «ریکیاویک» مرکز «ایسلند» برگزار شد، حضور داشت. اما بهرام به دلایل امنیتی نتوانست در کنگره ۲۰۱۴ پن جهانی در قرقیزستان شرکت کند.
بهرام رحمانی هم‌اکنون پرزیدنت انجمن قلم ایران در تبعید، عضو کانون نویسندگان ایران در تبعید، عضو انجمن قلم سوئد، عضو کانون نویسندگان سوئد و همچنین عضو فدراسیون روزنامه‌نگاران سوئد است.
همچنین نگارش ۱۴ جلد کتاب دربارهٔ مسایل سیاسی و اجتماعی و فرهنگی، صدها مقاله و سخنرانی رادیویی و تلویزیونی و در سمینارها و جلسات مختلف، بخش دیگری از تلاش‌های بی‌وقفه فرهنگی، سیاسی و اجتماعی ایشان است.